# Illimani (banda)
Illimani es una agrupación boliviana de música folclórica, de estilo típico o autóctono andino y criollo. El grupo se fundó el 28 de diciembre de 1985, integrada por Marcelo Charcas, Martín Charcas, Antonio Quispe, Salomón Ríos, su exvocalista ya fallecido Marco Antonio Nacif Salinas y su hermano Omar Nacif que también fue vocalista del grupo en los àlbumes "Te Amo", "A Europa","Bolivia" y en 2009 - 2010  en homenaje a Marco Antonio Naciff con el álbum "Lo Mejor de Illimani" los temas clásicos del grupo como por ejemplo "Anahi", Ausencia de un Amor , etc que fue editado en DISCOLANDIA y con la voz de Omar Nacif. Los invitamos a ver la historia del grupo Illimani en el sitio oficial del grupo que fue creado por Gustavo Gutiérrez.
Han tenido mucho éxito dentro y fuera de Bolivia, han triunfado también fuera del mundo hispano principalmente en países como Chile, Argentina, Ecuador, Estados Unidos y Japón, donde han sido publicado sus discografías subtituladas en los idiomas hablados en estos países. Tras la salida de Marco Antonio quien se lanzó como solista, tuvieron que continuar el grupo con otro vocalista. Los integrantes del grupo tuvieron que lamentar en el 2007 la pérdida de su anterior vocalista quien fuera víctima en un accidente automovilístico cuando realizaba un viaje por carretera a los Yungas, perdiendo la vida en un embarrancamiento.
Actualmente el Grupo Illimani o una parte radica en Francia y está integrado por: Wilson Luna Guillén, Salomón Ríos, José Escobar Ramos, Gustavo Gutiérrez García y Omar Nacif Vocalista del Grupo.

## Discografía

### Álbumes
- Páginas de amor - Discolandia, disco de oro 1991
- Nuevo Amanecer - Heriba, 1989 Foto No Disponible
- Páginas de amor - Discolandia, disco de oro 1991
- Camino sentimental - Discolandia, 1993
- Pensando en ti - Discolandia 1995
- A Europa - Producción Illimani , 2000
- Te Amo - Producción Illimani, 1998
- Bolivia - Producción Illimani, 2003
- Lo Mejor de Illimani, 2010